# Kerry Walmsley
Pour les articles homonymes, voir Walmsley.
Kerry Walmsley (né le 23 août 1973) est un joueur de cricket néo-zélandais. Il effectue trois Test cricket et deux One-day International pour le Nouvelle-Zélande entre 1995 et 2003.

## Biographie
Né à Dunedin, il joue pour les Aces d'Auckland de 1994 à 2000, pour les Volts d'Otago de 2000 à 2003 et à nouveau pour les Aces de 2003 à 2006.